# Bal-Sagoth
Bal-Sagoth je britská metalová hudební skupina, kterou zformoval Byron Roberts v roce 1989. V roce 1993 vydala kapela první demo. Žánrově nelze kapelu snadno zařadit, nejčastěji bývá jejich hudba označována jako black metal či přesněji symfonický black metal, ještě na Battle Magic z roku 1998 jsou však znatelné poměrně výrazné prvky také death metalu, které na novějších albech ustupují do pozadí.

## Název kapely
Název kapely je odvozen od povídky Roberta E. Howarda Bohové Bal-Sagoth (v originále The Gods of Bal-Sagoth). V češtině vyšla v roce 2000 ve sbírce povídek Bran Mak Morn nakladatelství Laser-books.

## Tvorba
Tvorba Bal-Sagoth je epická a koncepční, inspirovaná klasickými literárními díly žánru fantasy (zejména autory R. E. Howardem a H. P. Lovecraftem). V textech se tak objevují bájné kontinenty a země Hyperborea, Thule, Atlantida a Mu nebo mýtus Cthulhu. Album The Power Cosmic z prostředí mezigalaktických válek a vesmírných říší pak zasahuje i do žánru sci-fi a space opera.

Pro Bal-Sagoth je typické, že v jednotlivých skladbách vystupuje více postav, které spolu mohou vést i dialog. Pro jejich odlišení používá zpěvák Byron Roberts různých zabarvení hlasu a technik zpěvu. Příběhy vyprávěné jednotlivými skladbami se prolínají i napříč alby, koncepci tak mají nejen samotná alba, ale i tvorba jako celek.

## Členové

### Současná sestava
- Byron Roberts – zpěv
- Jonny Maudling – klávesy
- Chris Maudling – kytara
- Paul "Wak" Jackson – bicí
- Alistair MacLatchy – baskytara

## Diskografie

### Dema
- Demo 1993 (1993)
- Apocryphal Tales (Demo 1993) (2013) - remasterovaná verze dema z roku 1993 doplněná o bonusy a vydaná k 20. výročí Dema 1993

### Studiová alba
| Rok  | Titul                                                       | Vydavatelství       |
| ---- | ----------------------------------------------------------- | ------------------- |
| 1995 | A Black Moon Broods over Lemuria                            | Cacophonous Records |
| 1996 | Starfire Burning Upon the Ice-Veiled Throne of Ultima Thule | Cacophonous Records |
| 1998 | Battle Magic                                                | Cacophonous Records |
| 1999 | The Power Cosmic                                            | Nuclear Blast       |
| 2001 | Atlantis Ascendant                                          | Nuclear Blast       |
| 2006 | The Chthonic Chronicles                                     | Nuclear Blast       |